# Montpinchon
Montpinchon település Franciaországban, Manche megyében. Lakosainak száma 543 fő (2022. január 1.). Montpinchon Savigny, Cametours, Cerisy-la-Salle, Notre-Dame-de-Cenilly, Ouville, Roncey és Saint-Denis-le-Vêtu községekkel határos.

## Népesség
A település népességének változása:
| Lakosok száma | 673  | 528  | 526  | 539  | 561  | 546  | 529  | 519  | 525  | 543  |
|               | 1968 | 1982 | 1990 | 2006 | 2013 | 2015 | 2017 | 2019 | 2020 | 2022 |